# マンクニア (小惑星)
マンクニア (758 Mancunia) は小惑星帯に位置する小惑星である。ヨハネスブルグのユニオン天文台でハリー・エドウィン・ウッドによって発見された。
ウッドの出身地であるイングランド北部の都市、マンチェスターのラテン語名に因んで命名された。